# Hudiksvalls kreditbank
Ej att förväxla med Hudiksvalls bank.
Hudiksvalls kreditbank, ursprungligen Hudiksvalls folkbank, var en svensk bank i Hudiksvall, verksam 1890–1920.
Banken bildades under namnet Hudiksvalls folkbank enligt folkbanksprincipen, med inspiration från Sundsvalls folkbank. Konstituerande möte hölls i godtemplargården i Hudiksvall den 26 februari 1890 då pastor E. Rosén valdes till ordförande. Reglementet fastställdes i augusti. Verksamheten inleddes den 15 oktober 1890.
Under år 1900 öppnades ett expeditionskontor i Delsbo. År 1904 ombildades folkbanken till ett aktiebolag, Aktiebolaget Hudiksvalls folkbank.
Banken stötte på svårigheter under år 1910 och ombildades därför som ett nytt bolag kallat Hudiksvalls kreditbank.
I november 1919 beslutades om samgående med Uplands enskilda bank. Fusionen godkändes i mars 1920, varigenom Uplandsbanken tog över Hudiksvalls kreditbanks kontor i Hudiksvall och Delsbo.
Uplandsbanken överlät år 1932 verksamheten i Norrland, inklusive kontoren i Hudiksvall och Delsbo, till Svenska Handelsbanken. Handelsbanken hade då konkurrerande kontor på båda orterna.